# توم جونز
السيرتوماس جونز وودوارد اشتهر باسمه الفني توم جونز هو مغني بريطاني شهير ولد في 7 يونيو 1940 في مدينة بونتيبريد في بلاد الغال حصل على القرص البلاتيني ببيعه أكثر من مئة مليون نسخة من ألبوماته منذ 1965 .tom jones

## روابط خارجية
- توم جونز على موقع IMDb (الإنجليزية)
- توم جونز على موقع الموسوعة البريطانية (الإنجليزية)
- توم جونز على موقع روتن توميتوز (الإنجليزية)
- توم جونز على موقع مونزينجر (الألمانية)
- توم جونز على موقع ألو سيني (الفرنسية)
- توم جونز على موقع ميوزك برينز (الإنجليزية)
- توم جونز على موقع رولينغ ستون (الإنجليزية)
- توم جونز على موقع أول موفي (الإنجليزية)
- توم جونز على موقع قاعدة بيانات الأفلام السويدية (السويدية)
- توم جونز على موقع إن إن دي بي (الإنجليزية)